# Eulers formel (geometri)
För resultatet inom komplex analys, se Eulers formel.
Eulers formel är inom geometri ett samband mellan en månghörnings hörn, kanter och sidoytor, uppkallad efter Leonhard Euler. Mer precist lyder satsen:
Låt P vara en månghörning, vilken uppfyller:
1) två hörn på P kan alltid sammanbindas med en rad kanter
2) varje båge dragen på P som börjar och slutar i samma punkt, delar P i två delar
Då gäller följande samband:
{\displaystyle H-K+S=2}, där {\displaystyle H} är antal hörn, {\displaystyle K} antal kanter och {\displaystyle S} antal sidor
Krav 1) utesluter ihåliga månghörningar, som har håligheter, medan krav 2) utesluter geometriska former med hål tvärsigenom.  
Exempelvis har en kub 8 hörn, 12 kanter och 6 sidor (8-12+6=2); medan en tolvhörning har 12 hörn, 30 kanter och 20 sidor (12-30+20=2).  Resultatet kallas även Eulers relation.  Formeln tillhör den elementära geometrin men är även viktig i modernare geometrier som differentialgeometrin och topologi.  
Sambandet gäller även för en planär graf, där noder är hörn, bågar är kanter och inneslutna områden (det omgivande området medräknat) är sidoytor. En månghörning som uppfyller satsens förutsättningar är i själva verket en planär graf i sig.  
Eulers formel bevisades först av Descartes (1639), ett faktum som återupptäcktes av Euler som publicerade sitt bevis 1751.
Talet 2 i ovanstående formel kallas den ”vanliga” topologins eulerkarakteristik.  Mer allmänt kan man säga, att {\displaystyle H-K+S=e}, där {\displaystyle e} är eulerkarakteristiken för den givna topologin (i vanliga fall betraktar man tvådimensionella ytor).  Allmänt kan sägas, att eulerkarateristiken för en yta {\displaystyle X} med {\displaystyle n} st. hål är {\displaystyle e(X)=-2(n-1)} .
Den "vanliga" ytan, det vill säga ett plan som sträcker sig oändligt långt åt alla håll, har eulerkarakteristik 2, liksom sfären. Till varje unik topologi kan tilldelas ett och endast ett värde på eulerkarakteristiken, vilken således kan användas för att avgöra om två topologier är homeomorfa; eulerkarakteristiken är en så kallad topologisk invariant.  Det oändliga planet och sfären är således homeomorfa.  
Några vanliga tvådimensionella ytor med deras respektive eulerkarakteristik:
En triangulär sfär {\displaystyle e=2}
En torus {\displaystyle e=0}
En dubbel torus {\displaystyle e=-2}

## Bevis
Nedan följer två bevis, båda använder grafteori för att visa satsens riktighet. 
Bevis 1

De olika träden i beviset

En månghörning kan alltid översättas till en planär graf {\displaystyle G}, vars noder representerar hörnen, bågarna kanterna och de mellanliggande ytorna sidorna i månghörningen (det omgivande området betraktas som en yta).  
Dessutom kan man alltid plocka bort bågar i en sådan graf, så att den blir ett uppspännande träd {\displaystyle T}.  {\displaystyle T} har då noder i alla de forna hörnen och bågar i en del av de forna kanterna.  
Låt {\displaystyle G^{*}} vara dualgrafen till {\displaystyle G} och {\displaystyle T^{*}} vara ett uppspännande träd till {\displaystyle G^{*}} där de bortplockade kanterna svarar mot bågar i {\displaystyle T^{*}}, vilken har en nod i varje av de forna ytorna (en i det omgivande området också).  Dessa noder förbinds med bågar över de bortplockade kanterna; detta förbinder alla noder (eftersom ett träd inte kan innesluta någon yta).  {\displaystyle T^{*}} är även den ett träd – om den hade loopar, innesluter dessa någon nod till {\displaystyle T}, vilket den inte kan, eftersom {\displaystyle T^{*}}:s bågar endast löper över de kanter som plockats bort när {\displaystyle T} skapades.  
Alla sidor {\displaystyle S} i månghörningen representeras nu av en nod i {\displaystyle T^{*}}, antalet noder {\displaystyle s} i {\displaystyle T^{*}} är alltså lika med antalet sidor.  Alla hörn {\displaystyle H} i månghörningen representeras av en nod i {\displaystyle T}, antalet noder {\displaystyle h} i {\displaystyle T} är alltså lika med antalet hörn.  Alla kanter {\displaystyle K} i månghörningen representeras av bågar i de båda graferna {\displaystyle T} och {\displaystyle T^{*}}, antalet bågar {\displaystyle \alpha _{1}} i {\displaystyle T} plus antalet bågar {\displaystyle \alpha _{2}} i {\displaystyle T^{*}} är alltså lika med antalet sidor.  
Att ett träd har en nod mer än bågar, är självklart, då varje båge alltid avslutas i en nod.  Således gäller sambandet: {\displaystyle n-b=1}, där {\displaystyle n} är antalet noder och {\displaystyle b} antalet bågar.  
Sammanställer vi detta, får vi:
T: {\displaystyle h-\alpha _{1}=1}
T*: {\displaystyle s-\alpha _{2}=1}
Adderar vi ihop dessa två samband för {\displaystyle T} och {\displaystyle T^{*}}, erhåller vi:
{\displaystyle h+s-(\alpha _{1}+\alpha _{2})=2}, vilket enligt vårt resonemang är detsamma som:
{\displaystyle H+S-K=2} , V.S.B.
Bevis 2
Vi börjar med att "vika ut" polyedern så att vi kan betrakta den som en tvådimensionell graf, i vilken varje nod motsvarar ett hörn, varje båge en kant och varje avgränsat område en sida, inklusive det som omger grafen. Första grafen ovan visar exempelvis en utvikt kub. I alla områden, exklusive det omgivande, som inte är trianglar (det vill säga som inte omges av exakt tre noder) drar vi en diagonal som delar området i två delar. Varje diagonal ökar såväl {\displaystyle K} (bågar) som {\displaystyle S} (områden) med 1. Det följer att om och endast om Eulers relation gällde före operationen gäller den även efter. Detta fortsätter vi med tills grafen enbart består av trianglar. 
Om grafen består av mer än en triangel väljer vi nu ut en triangel som gränsar mot det omgivande området. Eftersom grafen är sammanhängande måste gränsen utgöras av antingen en eller två bågar, och den eller dessa tar vi bort. Om en enda båge tas bort (som illustrerat av den andra grafen ovan) följer att {\displaystyle K} (bågar) och {\displaystyle S} (områden) minskar med 1. Om däremot två bågar tas bort (tredje grafen ovan) minskar {\displaystyle H} (noder) med 1, {\displaystyle K} (bågar) med 2 och {\displaystyle S} (områden) med 1. I båda fallen gäller att om och endast om relationen gällde före operationen gäller den även efter. Detta fortsätter vi med tills grafen enbart består av en enda triangel.
För denna triangel gäller {\displaystyle H-K+S=3-3+2=2} och påståendet följer därmed genom induktion.